# Tadeusz Roman (filmowiec)
Tadeusz Roman (ur. 26 stycznia 1929 w Warszawie, zm. 27 listopada 2020 tamże) – polski operator filmowy i reżyser, uczestnik powstania warszawskiego.

## Życiorys
Był synem Janusza i Urszuli z domu Koss. Do 1939 uczył się w Szkole Powszechnej przy ul. Nowy Świat 49. Od 1942 należał do konspiracji niepodległościowej w ramach Konfederacji Narodu. W trakcie powstania warszawskiego był członkiem drużyny łączności dowództwa batalionu w ramach plutonu „Mieczyków” – batalionu „Czata 49” – Zgrupowania „Radosław” AK. Przeszedł szlak bojowy Wola, Stare Miasto, Śródmieście. 28 sierpnia 1944 został ranny w trakcie nalotu.
Po wojnie podjął studia w Szkole Głównej Planowania i Statystyki oraz pracę księgowego w Wytwórni Filmów Dokumentalnych (wówczas Przedsiębiorstwo Państwowe Film Polski). W 1949 roku Wytwórnia Filmów Dokumentalnych została przeniesiona do Łodzi, gdzie również wyjechał Roman, a następnie korzystając z zapotrzebowania na asystentów operatorów filmowych zostałem asystentem Franciszka Fuchsa. Podjął studia na Wydziale Operatorskim Państwowej Wyższej Szkoły Filmowej w Łodzi, ale w trakcie studiów został aresztowany i skazany na 6 lat więzienia. Wyroku nie odsiedział uzyskując wcześniejsze zwolnienie na mocy amnestii. Studia ukończył w 1954, zaś dyplom uzyskał w 1957. Przez blisko 50 lat związany był jako operator z Telewizją Polską. Przez wiele lat należał do Stowarzyszenia Filmowców Polskich. Był autorem zdjęć do ponad 50 filmów dokumentalnych, a także reżyserem trzech filmów. Był również autorem tzw. "dokrętek" do spektakli Teatru Telewizji.
W 1976 otrzymał wyróżnienie Przewodniczącego Komitetu ds. Radia i Telewizji za osiągnięcia w realizacji filmów i reportaży telewizyjnych. W 2017 otrzymał Nagrodę Stowarzyszenia Filmowców Polskich za wybitne osiągnięcia artystyczne i wkład w rozwój polskiej kinematografii.